# Minacragides
Minacragides  (лат.) — род бабочек из семейства Dalceridae. Неотропика.

## Распространение
Южная Америка: Бразилия, Венесуэла, Колумбия, Перу, Суринам, тропические влажные леса.

## История открытия
Таксон был впервые выделен в 1910 году американским энтомологом Харрисоном Г. Диаром (Harrison Gray Dyar, 1866—1929) на основании типового вида Minacragides arnacis Dyar, 1909. Сходен с родами Ca и Minacraga.

## Описание
Мелкие молевидные волосистые бабочки. Размах крыльев самцов 8—9 мм (у самок до 10 мм). Основная окраска крыльев палево-жёлтая и коричневая. На переднем крыле три радиальные жилки (жилки R1, R2-3 и R4-5). Френулум отсутствует. Время лёта отмечено с февраля по август и с ноября по декабрь.

## Виды
- Minacragides argentata Hopp, 1922
- Minacragides arnacis Dyar, 1909 typus